# تيو بروير
تيو بروير (بالألمانية: Theo Breuer)‏ (15 مارس 1909 بدوسلدورف في ألمانيا - 8 ديسمبر 1980) هو لاعب كرة قدم ألماني في مركز الهجوم. شارك مع منتخب ألمانيا لكرة القدم. أما مع النوادي، فقد لعب مع فورتونا دوسلدورف.

## وصلات خارجية
- تيو بروير على موقع قاعدة بيانات كرة القدم.إي يو (الإنجليزية)
- تيو بروير على موقع ناشيونال فوتبول تيمز (الإنجليزية)
- تيو بروير على موقع عالم كرة القدم.نت (الإنجليزية)